# Shavlik Randolph
Ronald Shavlik Randolph (Raleigh, 24 novembre 1983) è un ex cestista statunitense, professionista nella NBA.
È il nipote di Ronnie Shavlik.

## Palmarès
- McDonald's All-American Game (2002)